# Bouscarle à longue queue
Locustella caudata
Espèce
Statut de conservation UICN

 LC  : Préoccupation mineure
La Bouscarle à longue queue (Locustella caudata, anciennement Bradypterus caudatus) est une espèce de passereaux des Philippines appartenant à la famille des Locustellidae.

## Répartition
Elle est endémique des Philippines, où elles est présente seulement sur les îles de Luçon et de Mindanao.

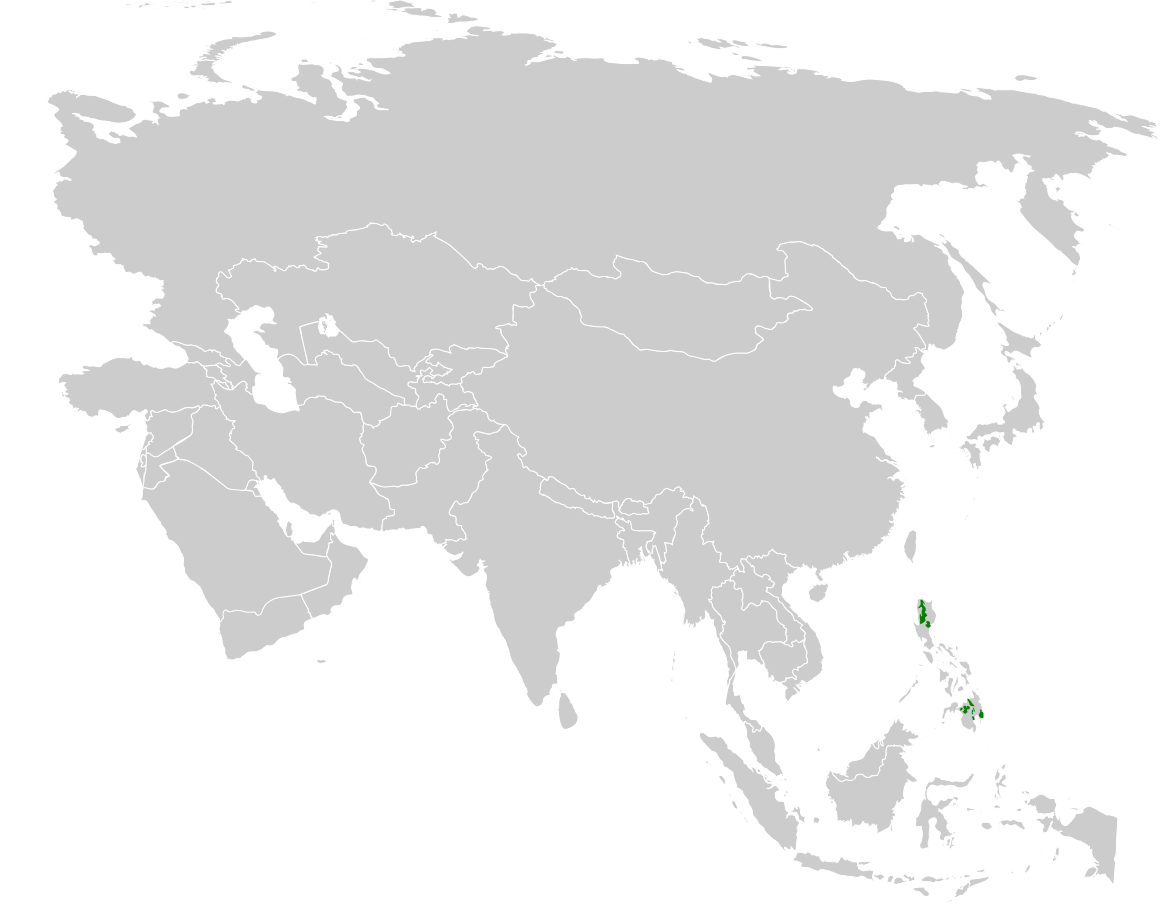
Distribution de l'espèce.